# Meata typica
Meata typica là một loài nhện trong họ Salticidae.
Loài này thuộc chi Meata. Meata typica được Marek Żabka miêu tả năm 1985.